# Cocosgent
De cocosgent (Sula brewsteri) is een zeevogel uit de familie Sulidae (genten). Eerder werd deze vogel beschouwd als een ondersoort van de bruine gent. Deze vogel is genoemd naar de Amerikaanse ornitholoog William Brewster.

## Verspreiding
Deze soort komt voor op eilanden voor de kust van Californië (de Channel Islands) en van westelijk Mexico.

## Status
De cocosgent komt niet als aparte soort voor op de lijst van het IUCN, maar is daar een ondersoort van de bruine gent (S. leucogaster brewsteri).